# Carl Zeller
Carl Zeller, all'anagrafe Carl Adam Johann Nepomuk Zeller (Sankt Peter in der Au, 19 giugno 1842 – Baden, 17 agosto 1898), è stato un compositore austriaco di operette.

## Biografia
Zeller nacque a Sankt Peter in der Au, figlio unico del medico Johann Zeller e di Maria Anna Elizabeth. Suo padre morì prima che lui compisse un anno e la madre si risposò con Ernest Friedinger. Nel 1875 Zeller sposò Anna Maria Schwetz.
Da bambino Zeller aveva un'ottima voce di soprano e fece parte dei Wiener Sängerknaben - I piccoli cantori di Vienna - prima di studiare composizione presso l'Università di Vienna. Egli lavorò come civile presso il ministero dell'educazione e nello stesso tempo componeva canzoni come Grüß' Euch Gott, alle miteinander! e Schenkt Man sich Rosen in Tirol, musica corale e molte operette, fra le quali Der Vogelhändler (Il venditore di uccelli). Tutti i libretti per i suoi lavori furono scritti da Moritz West, spesso assieme a Ludwig Held.
Nel 1890 alcuni problemi legali, tra cui una falsa testimonianza, portarono alla conclusione della carriera di Zeller al ministero ed egli dovette subire l'onta del carcere e la vergogna pubblica, anche se la condanna venne poi condonata.
Der Vogelhändler ha la prima assoluta il 10 gennaio 1891 al Theater an der Wien.
Dopo aver subìto un incidente, nel 1895, a seguito della caduta su una lastra di ghiaccio, passò il resto della sua vita fisicamente e mentalmente depresso. Morì di polmonite a Baden all'età di 56 anni.
Nel 1900 Il venditore di uccelli va in scena al Teatro Reinach di Parma e dal 1952 allo Staatsoper di Vienna diretto da Anton Paulik con Wilma Lipp arrivando a 76 recite fino al 1955.

## Operette
- Joconde, opera comica in 3 atti (successo al Theater an der Wien 1876)
- Die Fornarina (1878)
- Capitän Nicoll, oder Die Carbonari con il libretto di Moritz West e Camillo Walzel (1880) al Carltheater di Vienna
- Der Vagabund (1886)
- Der Vogelhändler (Il venditore di uccelli) (1891)
- Der Obersteiger, operetta in 3 atti (Theater an der Wien 1894)
- Der Kellermeister (1901 completata da Johannes Brandt)